# Isomecocnemis
Isomecocnemis is een geslacht van libellen (Odonata) uit de familie van de Protoneuridae.

## Soorten
Isomecocnemis omvat 2 soorten:
- Isomecocnemis cyanura (Förster, 1909)
- Isomecocnemis subnodalis (Selys, 1886)